# Алехнович, Антон Адамович
Анто́н Ада́мович Алехно́вич (белор. Антон Адамавіч Аляхновіч; 20 марта [2 апреля] 1914 год — 29 декабря 1979 года) — советский лётчик, участник Великой Отечественной войны, гвардии майор, заместитель командира эскадрильи 6-го гвардейского Брянского Краснознамённого бомбардировочного авиационного полка дальнего действия 6-й гвардейской Сталинградской авиационной дивизии дальнего действия 1-го гвардейского авиационного корпуса дальнего действия. Герой Советского Союза (19.08.1944), полковник запаса.

## Биография

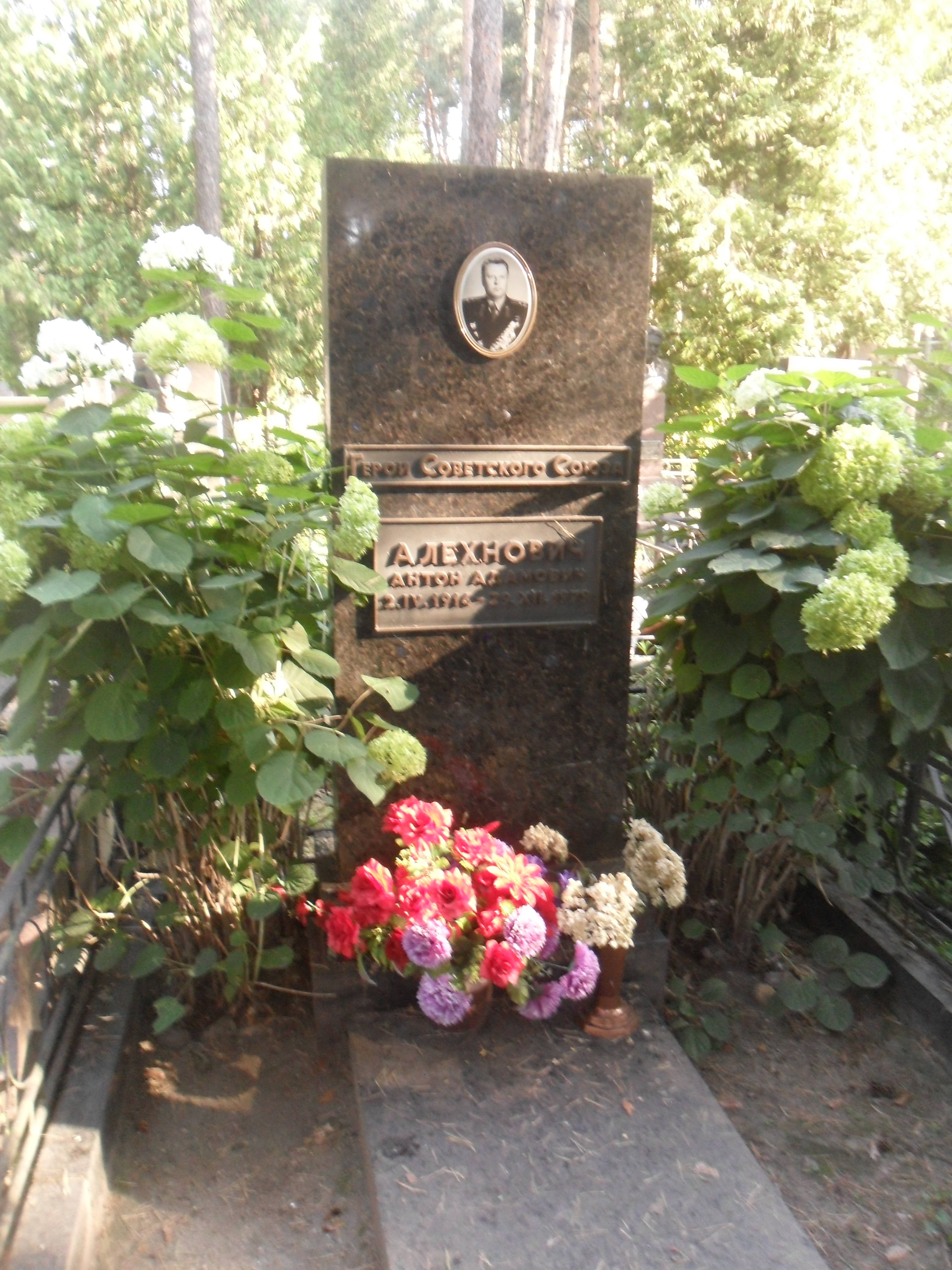
Могила Алехновича на Восточном кладбище Минска.

Родился в 1914 году в Доброводке (ныне Смолевичский район, Минская область, Республика Беларусь) в крестьянской семье. По национальности белорус.
В РККА с 1935 года. Окончил Энгельсскую военно-авиационную школу пилотов в 1938 году.
На фронте с 16 сентября 1942 года в 4-м авиационном полку дальнего действия, дислоцированного в полосе Сталинградского фронта. К званию Героя представлен 19 апреля 1944 года за совершение 205 боевых вылетов на уничтожение важных военно-промышленных объектов, живой силы и техники противника, а также за доставку грузов белорусским партизанам и за налёты на Хельсинки.

Указом Президиума Верховного Совета СССР от 19 августа 1944 года за образцовое выполнение боевых заданий Командования на фронте борьбы с немецкими захватчиками и проявленные при этом отвагу и геройство гвардии майору Алехнович Антону Адамовичу присвоено звание Героя Советского Союза с вручением ордена Ленина и медали «Золотая Звезда».

К окончанию Великой Отечественной войны на счету экипажа Алехновича 258 боевых вылетов. Он стал единственным лётчиком в АДД, который всю войну пролетал на одном и том же дальнем бомбардировщике Ил-4 и с одним и тем же экипажем.
После войны продолжил службу в ВВС СССР. 26 апреля 1958 года, будучи заместителем командира по летной работе 45-й дивизии бомбардировочной авиационной дивизии, совершил посадку на самолёте Ту-16 на ледовую полосу рядом со дрейфующей станцией Северный полюс-6.
С августа 1958 года А. А. Алехнович — полковник запаса. Работал в Гражданской авиации Белорусской ССР. Возглавлял отдел движения Белаэронавигации. Проживал в городе Минске. Скончался 29 декабря 1979 года.

## Награды
- Медаль «Золотая Звезда» Героя Советского Союза (№ 4355)
- Два ордена Ленина
- Три ордена Красного Знамени
- Орден Отечественной войны I степени
- Орден Красной Звезды
- Медали, в том числе:
  - Медаль «За победу над Германией в Великой Отечественной войне 1941—1945 гг.»
  - Юбилейная медаль «Двадцать лет Победы в Великой Отечественной войне 1941—1945 гг.»
  - Юбилейная медаль «Тридцать лет Победы в Великой Отечественной войне 1941—1945 гг.»

## Память
- Похоронен на Восточном (Московском) кладбище города Минска.